# エリザベス:ゴールデン・エイジ
『エリザベス：ゴールデン・エイジ』（Elizabeth: The Golden Age）は、2007年イギリスの歴史映画。監督はシェカール・カプール、出演はケイト・ブランシェットとジェフリー・ラッシュなど。
1998年の映画『エリザベス』のその後のエリザベス1世を、同じスタッフとキャストで描く。
第80回アカデミー賞でアレクサンドラ・バーンが衣裳デザイン賞を受賞した。

## ストーリー
カトリックだった異母姉メアリー女王のあとに、プロテスタントのイングランド女王として即位したエリザベス。
だが、腹心ウォルシンガムの弟や、寵愛する侍女ベス・スロックモートンの従兄弟もカトリックであるなど、カトリック教徒も多い国内はプロテスタントの女王に対する不満もあり、不安定だった。国外のカトリック列強国やバチカンも、エリザベスを私生児と見做して王として認めようとせず、絶えず圧力をかけてきた。特にカトリック大国スペインの国王フェリペ2世はイングランド制圧そのものを狙っていた。さらにイングランド王家の血を引くスコットランド女王メアリー・スチュアートはカトリックということもあって、イングランドの王位を巡ってエリザベスの周りには様々な思惑が渦巻いていた。
独身の女王は、外交的な理由から縁談をこなさなければならない。今回の相手、神聖ローマ皇帝マクシミリアン2世の弟：カールの心にもないお世辞や下手な英語にうんざりする。
そんな権謀の只中にあるエリザベスの前に、新大陸や世界の海を旅してきたウォルター・ローリーという男が現れる。ローリー卿は、女王にちなんで新大陸の植民地に「ヴァージニア」と名付け、ジャガイモやタバコ、原住民を女王に披露する。エリザベスは彼の豪快で自由な生活と魂に惹かれていく。
女王は、王位への陰謀が露見したメアリー・スチュアートの処遇に苦悩するが、結局処刑する。苦悩の中でローリー卿に愛情を寄せていくが、当のローリー卿は女王お気に入りの女官ベスと恋仲になり、ベスは彼の子を宿す。
そのことを知った女王は激高し、ベスとローリー卿を遠ざける。そして遂にきたスペインとの形勢不利な戦い（アルマダの海戦）に、孤独なまま果敢に身を投じ、勝利する。女王は二人の下を訪ねると生まれた子を抱きあげて微笑み、孤高の女王としての意識を強く持つのであった。

## キャスト
| 役名                                 | 俳優                       | 日本語吹替 |
| ------------------------------------ | -------------------------- | ---------- |
| エリザベス1世                        | ケイト・ブランシェット     | 高畑淳子   |
| フランシス・ウォルシンガム           | ジェフリー・ラッシュ       | 勝部演之   |
| ウォルター・ローリー                 | クライヴ・オーウェン       | 大塚明夫   |
| エリザベス（ベス）・スロックモートン | アビー・コーニッシュ       | 甲斐田裕子 |
| メアリー・スチュワート               | サマンサ・モートン         | 土井美加   |
| ロバート・レストン                   | リス・エヴァンス           | 木下浩之   |
| フェリペ2世                          | ジョルディ・モリャ         |            |
| アミアス・ポーレット                 | トム・ホランダー           |            |
| アンソニー・バビントン               | エディ・レッドメイン       |            |
| ジョン・ディー（賢者）               | デヴィッド・スレルフォール |            |
| 廷臣                                 | ジョナサン・ベイリー       |            |

## 作品の評価
Rotten Tomatoesによれば、167件の評論のうち高評価は35%にあたる58件で、平均点は10点満点中5.1点、批評家の一致した見解は「この続編は豪華な衣装と凝ったセットで満ちているが、前作の『エリザベス』のようなハートと創造性に欠けている。」となっている。
Metacriticによれば、35件の評論のうち、高評価は7件、賛否混在は26件、低評価は2件で、平均点は100点満点中45点となっている。